# 地母庵
地母庵，位于中国广东省湛江市雷州市龙门镇龙门圩，为雷州市的一个市级文物保护单位，类型为古建筑，公布时间为2002年10月10日。
地母庵的历史年代为清代。